# Lady Writer
Singles de Dire Straits
Sultans of Swing
(1978) Romeo and Juliet
(1980)
Pistes de Communiqué
Communiqué Angel of Mercy
Lady Writer est une chanson du groupe de rock britannique Dire Straits. C'est le seul single extrait du deuxième album du groupe, Communiqué, paru en 1979. Ce morceau a été composé par le leader du groupe, Mark Knopfler. 
En plus de l'album original, il apparaît sur la compilation Sultans of Swing: The Very Best of Dire Straits.
En tant que single, Lady Writer avait pour face B, la chanson Where Do You Think You're Going?.

## Interprètes
- Mark Knopfler - guitare solo, chant
- David Knopfler - guitare rythmique, chœurs
- John Illsley - basse, chœurs
- Pick Withers - batterie

## Sur scène
Lady Writer n'apparaît pas sur les albums live du groupe qui privilégient « l'hymne de Dire Straits », Sultans of Swing, ou Once Upon a Time in the West, enregistrés pendant la même période. Cependant, il existe certains enregistrements live de ce morceau (des bootlegs), comme celui de l'émission de télévision allemande Rockpalast, enregistrée en 1979. 
Lady Writer a été jouée sur scène avant la sortie de Communiqué, notamment pendant le concert de Rotterdam, le 19 octobre 1978. 
D'ailleurs, sur les premiers bootlegs du groupe, notamment On the Road to Philadelphia enregistré en 1978, on peut entendre un morceau, intitulé What's the Matter Baby (jamais sorti) qui présente beaucoup de similitudes harmoniques et mélodiques avec Lady Writer (dont le solo) qui ne sortira pourtant qu'un an plus tard. Elle a aussi été joué dans l'émission Rockpalast.

## Accueil

### Classement
Lady Writer est resté sept semaines au Billboard Hot 100, dans lequel il a atteint la 45e place. C'est une performance moyenne comparée à Sultan of Swing le précédent single de Dire Straits, mais qu'il faut nuancer par le grand succès de l'album (Communiqué).

### Polémique autour du texte
Il y eut quelques petites polémiques autour du texte, notamment l'identité de la Lady Writer dont il est question. L'une des possibilités est Marina Warner, une écrivaine et historienne britannique, dont le second roman parlait de la Vierge Marie, comme le talking 'bout the Virgin Mary du texte. Cette hypothèse est partagée par la principale intéressée.